# 東城王
東城王（5世纪？—501年，479年—501年在位）是朝鲜半岛古国百济第24任国王。
名为扶餘牟大（모대）或扶餘摩牟（마모），三斤王堂兄。 

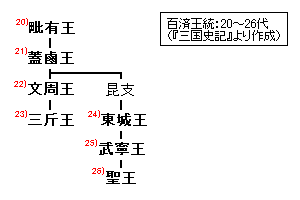
三国史记中的百济世系

## 背景
東城王是蓋鹵王弟昆支的长子，昆支客居日本多年，公元477年，听闻高句丽长寿王於475年攻破百濟首都漢山城，殺百濟蓋鹵王，併吞漢江流域。百濟首都慰禮城被高句麗攻陷。蓋鹵王出奔后在阿且城（今首爾特別市城東區康壯洞）被殺死。昆支于公元公元477离世。解仇於477年9月暗殺文周王。两年后，文周王子三斤王无子嗣离世后，权臣解氏和真氏家族从日本拥立東城王回百济即位。
從此以後，百濟王權旁落，直至武寧王即位後王權才得以恢復。

## 東城王的统治
百濟首都慰禮城(今天首尔附近)被高句麗攻陷，東城王迁都去了熊津。他在新首都的北部建造了几个要塞和城堡来抵挡来自北方的威胁。他拉拢新都当地萨，铅，和白部族到政府中以平衡新旧势力。 
东城王于484年派遣使节去南齐朝贡，使得长期中断的中韩外交关系得以继续。百济使节在齐国介绍本国情况的时候曾经夸大为“略有辽西”，使得齐国的史书中由此记载为百济在辽西有编制晋平郡晋平县，而这很有可能是对于百济旧都晋朝时期的平壤县（大同江西）的讹传所致。
公元493年，東城王通过和亲与半岛东部的新罗国建立了联盟，一同对抗北方的强敌高句丽。
在498年，百济军队征服耽罗王国（今天的济州道，济州岛）。

## 东城王的离世
从499年开始，百济国遭受着极大的饥荒，但据三国史记记载，东城王继续放纵的生活方式，而使得国力衰弱，盗匪蔓延。 
东城王统治的晚期，当地的部族已超过了传统和强大的旧贵族部族（解氏和真氏家族），王族的统治收到了更大的压力。他们对于东城王的不满，使得国王在打猎中被衛士佐平苩加的势力暗杀。

## 链接
1. ↑  刘子敏. . 延边大学学报(社会科学版). 2001, 34 (1): 93-96. doi:10.3969/j.issn.1009-3311.2001.01.029.